# Tindersticks
Tindersticks es un grupo de rock formado en  Nottingham, Gran Bretaña en 1991 por los siguientes miembros:
- Stuart Ashton Staples, voz, guitarra y melódica (14-11-1965)
- Dickon James Hinchliffe, guitarra, violín, piano, y arreglos de cuerda y viento (9-7-1967)
- Neil Timothy Fraser, guitarra y vibráfono (22-11-1962)
- David Leonard Boulter, teclados y percusiones (27-2-1965)
- Alasdair Robert De Villeneuve, batería, percusiones y trompeta (2-8-1965)
- Mark Andrew Colwill, bajo (12-5-1960).

El sonido del grupo parte del pop independiente al que incorporan arreglos orquestales, de jazz y de soul. Su sello distintivo lo marcan la profunda voz de barítono de Stuart A. Staples, que le emparenta con los crooners clásicos, y las sofisticadas orquestaciones de Dickon Hinchliffe, que utiliza una amplia variedad de instrumentos que contribuyen al ecléctico sonido del grupo. Entre ellos están el piano Rhodes, carillón, vibráfono, violín, trompeta, fagot o el órgano Hammond. 
También destaca en su música la influencia de cantantes como Serge Gainsbourg,  Lee Hazlewood y especialmente Scott Walker. Todas estas referencias dotan a su sonido de un toque pulcro y elegante del que no está excluida la experimentación.

## Biografía
El grupo nació en 1991 después de la disolución de la banda Asphalt Ribbons, de la que formaban parte Staples, Boulter y Hinchcliffe. Al año siguiente comenzaron a grabar algunas maquetas y firmaron su primer contrato discográfico con la compañía Tippy Toe Records, donde editaron su primer sencillo, Patchwork.
Sus dos primeros álbumes editados bajo los títulos de Tindersticks I (1993)  y Tindersticks II (1995) eran ya una muestra de su característico sonido y ambos recibieron una espléndida acogida por parte de la crítica especializada.  Durante esta época sus directos a menudo estaban apoyados por una sección de cuerda y en ocasiones por una orquesta completa,  como se puede comprobar en el disco grabado en vivo The Bloomsbury Theatre 12.3.95. Con su tercer disco, Curtains (1997), no cumplieron las expectativas puestas en ellos tras sus dos primeros álbumes, la mayoría de los temas no alcanzaban la calidad anterior, siendo muy significativa su canción Ballad of Tindesticks, que exponía las presiones a las que están sometidos durante las giras. Otros seguidores de la banda opinan, sin embargo, que Curtains es su mejor álbum, su obra maestra. A este respecto hay división de opiniones.
Su cuarto álbum, llamado acertadamente Simple Pleasure (1999) fue una colección de canciones rápidas y directas inspiradas en la música soul. Los coros femeninos en muchas de las canciones del disco y la respetuosa versión del tema If You're Looking For A Way Out, del grupo de música disco  Oddissey, mostraban la intención de la banda de moverse hacia terrenos más ligeros. A pesar de esta apariencia de sencillez, la información que del libreto del disco acerca del número de tomas que se necesitaron para grabar cada tema, evidenciaban que el grupo seguía siendo escrupulosamente cuidadoso en la grabación de sus canciones. 
El siguiente disco Can Our Love... (2001)  siguió el camino hacia el soul iniciado por su predecesor, especialmente notorio en la balada Sweet Release y en la referencia al grupo de soul Chi-Lites en el título de Chilitetime.
Para su sexto álbum, titulado Waiting For The Moon (2003) se decantaron por un sonido más desnudo e introspectivo, especialmente en Sometimes it Hurts y en 4:48 Psychosis, canción basada en la obra teatral homónima de la autora británica Sarah Kane. El tema Just a Dog fue el único que aligeró el tono serio y melancólico del álbum. 
En 2005 Stuart A. Staples emprendió su carrera en solitario, que dio pie a rumores acerca de la disolución del grupo. Staples ha editado hasta la fecha dos álbumes, Lucky Dog Recordings 03-04 (2005), con canciones que el cantante había grabado durante los dos años anteriores, y Leaving Songs (2006). El título de este último disco, las declaraciones de Staples y las notas de su libreto indican que actualmente Tindersticks pueden estar cerca de su separación: 

«Estas canciones tratan sobre abandonar las cosas que he querido y dar el primer paso en una vida nueva y desconocida, tanto musical como personalmente. Siempre he sido consciente de que estas canciones eran el final de algo, una forma de cerrar un círculo que yo mismo comencé hace mucho tiempo con mi forma de escribir y que sabía que tenía que tenía que dejar atrás.»

En 2006 el grupo ofreció un único concierto en el Barbican Centre de Londres, como parte de los conciertos denominados Don't Look Back, en el que un grupo interpreta completo su disco más significativo. En el caso de Tindersticks tocaron su segundo álbum con una sección de cuerda integrada por nueve músicos, y otra de viento que incluía a Terry Edwards a la trompeta, antiguo colaborador del grupo. En julio de 2007, Island Records editó una recopilación doble donde se recogían todas las sesiones grabadas por el grupo para la BBC.
En 2007, tres de los miembros de la banda original, Staples, Boulter y Fraser, pasaron algún tiempo escribiendo y grabando en un estudio reequipado en Lemosín, Francia. Se les unió Thomas Belhom a la batería y Dan McKinna al bajo, con Ian Caple como ingeniero de sonido. Se le añadieron las cuerdas y el nuevo álbum, The Hungry Saw, estaba terminado. Se lanzó en el sello Beggar's Banquet en abril de 2008.
Su octavo álbum se tituló Falling Down A Mountain (4AD) y salió a la venta el 25 de enero de 2010. Grabado entre Francia y Bélgica, contaron con la colaboración de la cantante canadiense Mary Margaret O'Hara. y del cantautor dublinés David Kitt.
En 2011 publican Claire Denis Film Scores 1996-2009 a través del sello Constellation Records, una colección de seis bandas sonoras compuestas para los films de la directora de cine francesa en donde se recogen tanto la premiada "Nenette et Boni" (1996) a la reciente "White Material"(2009), también incluye "35 Rhums" (2008), "Trouble Every Day" (2001) junto con la banda sonora compuesta por Stuart A.Staples "The Intruder" (2004) y la compuesta por Dickon Hinchliffe "Vendredi Soir" (2002).
El 20 de febrero de 2012 se publica "The Something Rain" su noveno álbum de estudio y en el que el grupo explora nuevas vías y sonidos. Grabado entre mayo de 2010 y agosto de 2011, fue mezclado en septiembre-octubre de 2011 en el estudio de grabación Le Chien Chanceux y publicado en el sello Lucky Dog. La portada pertenece a la obra "Skies, Septembre´10 - September´11" de Suzanne Osborne.
La historia reciente de la banda es una reconstrucción gradual desde la ruptura del año 2003 tras su disco "Waiting for the Moon" hasta evolucionar de nuevo a una banda con cinco componentes compuesta por David Boulter, Neil Fraser, Earl Harvin, Dan McKinna y Stuart A.Staples

## Discografía

### Álbumes de estudio
- 1993: Tindersticks I (This Way Up).
- 1995: Tindersticks II (This Way Up).
- 1997: Curtains (This Way Up).
- 1999: Simple Pleasure (Island).
- 2001: Can Our Love… (Beggar's Banquet).
- 2003: Waiting for the Moon (Beggar's Banquet).
- 2008: The Hungry Saw (Beggar's Banquet).
- 2010: Falling Down A Mountain (4AD).
- 2012: The Something Rain (Lucky Dog).
- 2013: across six leap years (Lucky Dog).
- 2016: The Waiting Room  (Hostess.K.K.)
- 2017: Minute Bodies - The Intimate World of Percy Smith
- 2019: No Treasure But Hope
- 2021: Distractions
- 2024: Soft Tissue

### Sencillos
- "Patchwork" (Tippy Toe, 1992)
- "Marbles" (Tippy Toe/Che, 1993)
- "A Marriage Made in Heaven" (Rough Trade Singles Club, 1993)
- "Unwired E.P." (Domino, 1993)
- "City Sickness" (This Way Up, 1993)
- "Marbles" (No.6 Records, 1993)
- "We Have All the Time in the World" (Clawfist Singles Club, 1993)
- "Live in Berlin" (Tippy Toe/This Way Up, 1993)
- "Kathleen" (This Way Up, 1994)
- "No More Affairs" (This Way Up, 1995)
- "Plus De Liaisons" (This Way Up, 1995)
- "The Smooth Sounds of Tindersticks" (Sub Pop, 1995)
- "Travelling Light" (This Way Up, 1995)
- "Bathtime" (This Way Up, 1997)
- "Rented Rooms" (This Way Up, 1997)
- "Can We Start Again" (Island 1999)
- "What is a Man" (Beggar's Banquet, 2000)
- "Trouble Every Day (Promo)" (Beggar's Banquet, 2001)
- "Don't Even Go There E.P." (Beggar's Banquet, 2003)
- "Trojan Horse" (Tippy Toe, 2003)
- "Sometimes it Hurts" (Beggar's Banquet, 2003)
- "My Oblivion" (Beggar's Banquet, 2003)
- "Man Alone (Can’t Stop The Fadin’)" (2021)

### Otros álbumes
- Amsterdam February 94 (This Way Up, 1994)
- The Bloomsbury Theatre 12.3.95(This Way Up, 1995)
- Donkeys 92-97 (This Way Up/Island, 1998)
- Live at the Botanique – 9th-12th May, 2001 (Tippy Toe, 2001)
- Coliseu dos Recreios de Lisboa – October 30th, 2001 (Tippy Toe, 2003)
- Working for the Man (Island, 2004)
- BBC Sessions (Island, 2007)

### Bandas sonoras
- Nénette et Boni (This Way Up/Island, 1996)
- Trouble Every Day (Beggar's Banquet, 2001)
- 35 Rhums (2008)
- White Material (2010)
- Les salauds" ("Los Canallas")

### Álbumes en solitario
- Alasdair Macauley - 3head (Beat , 2000)
- Stuart A. Staples - Lucky Dog Recordings 03-04 (Lucky Dog, 2005)
- Stuart A. Staples - Leaving Songs (Beggars Banquet, 2006)
- Stuart A. Staples - Souvenir '06 (Lucky Dog, 2006)
- Dickon Hinchliffe - Keeping Mum BSO (Wrasse Rec, 2006)
- David Boulter & Stuart A. Staples - Songs for the Young at Heart (Rough Trade/City Slang, 2007)
- Dickon Hinchliffe - Married Life BSO (Lakeshore Records, 2008)
- Dickon Hinchliffe & Al Macauley - Last Chance Harvey BSO (Lakeshore Records, 2008)
- Stuart A. Staples - Arrhythmia (2018)

### DVD
- Bareback - nine films by Martin Wallace (Beggar's Banquet, 2004)
- Songs for the Young at heart (Rough Trade/City Slang, 2007)